# C2H2S2
化学式C2H2S2（摩尔质量：90.17 g/mol）可以指：
- 二硫杂环丁烯，CAS号：7092-01-5
- 乙二硫醛，CAS号：23783-27-9
- 乙炔二硫醇，CAS号：66519-90-2
- 亚甲基二硫代环丙烷，CAS号：659722-87-9

|  | 这个同类索引页列出了具有相同分子式的化学物（即同分異構體）条目。 除非您是有意链接至本页，否则应将相应条目的内部链接指向正确的条目。 |